# بني حمدون (أمتار)
بني حمدون هي إحدى مشيخات المملكة المغربية، تتبع جغرافيا لإقليم شفشاون وإداريًا لأمتار. يقدر عدد سكانها بـ 1322 نسمة حسب الإحصاء الرسمي للسكان والسكنى لسنة 2004.